# قائمة البعثات الدبلوماسية في هايتي

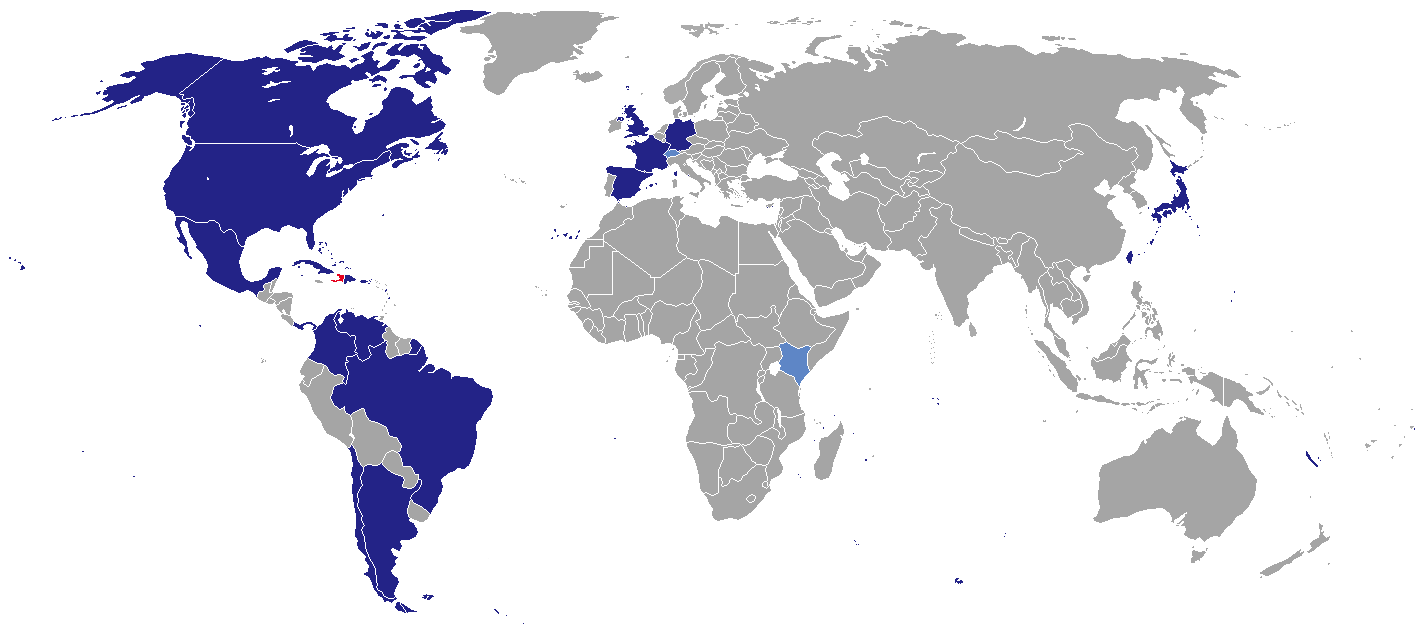
خريطة البعثات الدبلوماسية في هايتي

هذه قائمة بالبعثات الدبلوماسية في هايتي. يوجد حالياً 19 سفارة منتشرة في العاصمة بورت أو برانس.

## السفارات الواقعة فيبورت أو برانس
- الأرجنتين
- جزر البهاما
- البرازيل
- كندا
- تشيلي
- تايوان
- كوبا
- جمهورية الدومينيكان
- فرنسا
- ألمانيا
- الكرسي الرسولي
- اليابان
- المكسيك
- بنما
- إسبانيا
- سويسرا
- المملكة المتحدة
- الولايات المتحدة
- فنزويلا

## وظائف أخرى فيبورت أو برانس
- الصين (مكتب تجارة)
- الاتحاد الأوروبي (وفد)

## القنصليات العامة / القنصليات
آنس بيترس
- جمهورية الدومينيكان

بيلاديري
- جمهورية الدومينيكان

كاب هايتيان
- جمهورية الدومينيكان

أوانامينت
- جمهورية الدومينيكان

## السفارات غير المقيمة
- أستراليا (بورت أوف سبين)
- الجزائر (هافانا)
- أفغانستان (نيويورك)
- البوسنة والهرسك (نيويورك)
- البحرين (واشنطن العاصمة)
- ساحل العاج (هافانا)
- جمهورية إفريقيا الوسطى (واشنطن العاصمة)
- كولومبيا (سانتو دومينغو)
- مصر (هافانا)
- فنلندا (مدينة مكسيكو)
- اليونان (كاراكاس)
- غانا (نيويورك)
- غينيا (هافانا)
- غواتيمالا (سانتو دومينغو)
- إندونيسيا (هافانا)
- الهند (هافانا)
- آيسلندا (نيويورك)
- أيرلندا (نيويورك)
- إسرائيل (سانتو دومينغو)
- الأردن (واشنطن العاصمة)
- الكويت (نيويورك)
- كينيا (هافانا)
- ليبيا (هافانا)
- ليسوتو (نيويورك)
- المالديف (نيويورك)
- ماليزيا (هافانا)
- ولايات ميكرونيسيا المتحدة (نيويورك)
- المغرب (هافانا)
- نيكاراغوا (سانتو دومينغو)
- هولندا (سانتو دومينغو)
- باراغواي (هافانا)
- الفلبين (واشنطن العاصمة)
- فلسطين (هافانا)
- البرتغال (هافانا)
- بولندا (بوغوتا)
- روسيا (كاراكاس)
- السعودية (هافانا)
- صربيا (هافانا)
- سيراليون (واشنطن العاصمة)
- سنغافورة (نيويورك)
- كوريا الجنوبية (سانتو دومينغو)
- السودان (واشنطن العاصمة)
- جنوب السودان (نيويورك)
- تايلاند (مدينة مكسيكو)
- تركمانستان (نيويورك)
- توغو (نيويورك)
- تركيا (سانتو دومينغو)
- طاجيكستان (نيويورك)
- تونس (واشنطن العاصمة)
- الإمارات العربية المتحدة (هافانا)
- أوغندا (نيويورك)
- أوزبكستان (نيويورك)
- فيتنام (هافانا)
- فانواتو (نيويورك)
- اليمن (نيويورك)
- زمبابوي (هافانا)[1]
- زامبيا (واشنطن العاصمة)